# 3789 Zhongguo
3789 Zhongguo è un asteroide della fascia principale. Scoperto nel 1928, presenta un'orbita caratterizzata da un semiasse maggiore pari a 3,2775528 UA e da un'eccentricità di 0,1894623, inclinata di 2,75056° rispetto all'eclittica. Andò perso e venne ritrovato nel 1986.
Al momento della sua prima scoperta ricevette la designazione provvisoria 1928 UF, l'ordinale 1125 e il suo autore lo battezzò China, tuttavia, come detto, l'asteroide andò perso e la designazione 1125 China venne riutilizzata nel 1957 per l'oggetto 1957 UN1, il primo asteroide scoperto dall'Osservatorio della Montagna Purpurea.
Infine nel 1986 si capì che l'oggetto 1986 QK1 corrispondeva a 1928 UF, ricevette un nuovo ordinale e l'autore decise di chiamarlo con la traslitterazione della parola cinese per Cina.